# Sala Histórica Quetzalcóatl
La Sala Histórica Quetzalcóatl es un museo arqueológico, ubicado en Tula de Allende, estado de Hidalgo, México.

## Historia
La Sala Histórica Quetzalcóatl fue inaugurada  16 de septiembre de 1998. El inmueble tiene sus antecedentes históricos. Aquí pernoctó Benito Juárez García, durante la intervención francesa en México; en este lugar se recibió a Porfirio Díaz; mientras que Álvaro Obregón habló a la población desde el balcón central. En 2016 en el museo se realizó una remodelación.

## Exhibición
Se encuentran exposiciones permanentes y temporales, piezas arqueológicas, pinturas, esculturas, artesanías, fotografías, de la evolución histórica y cultural de la región. Cuenta con tres niveles: en el primer piso se aprecian exposiciones temporales de artistas locales e internacionales. En el segundo piso se encuentran piezas arqueológicas de la cultura tolteca. Por lo que se refiere al tercer nivel, se presentan videos y pláticas de la región.